# Ivcea, Litîn
Ivcea (în ucraineană Івча) este localitatea de reședință a comunei cu același nume din raionul Litîn, regiunea Vinnița, Ucraina.

## Demografie
Componența lingvistică a satului Ivcea
     Ucraineană (98,94%)
     Rusă (1,06%)
Conform recensământului din 2001, majoritatea populației satului Ivcea era vorbitoare de ucraineană (98,94%), existând în minoritate și vorbitori de rusă (1,06%).